# Monitorowanie EKG metodą Holtera

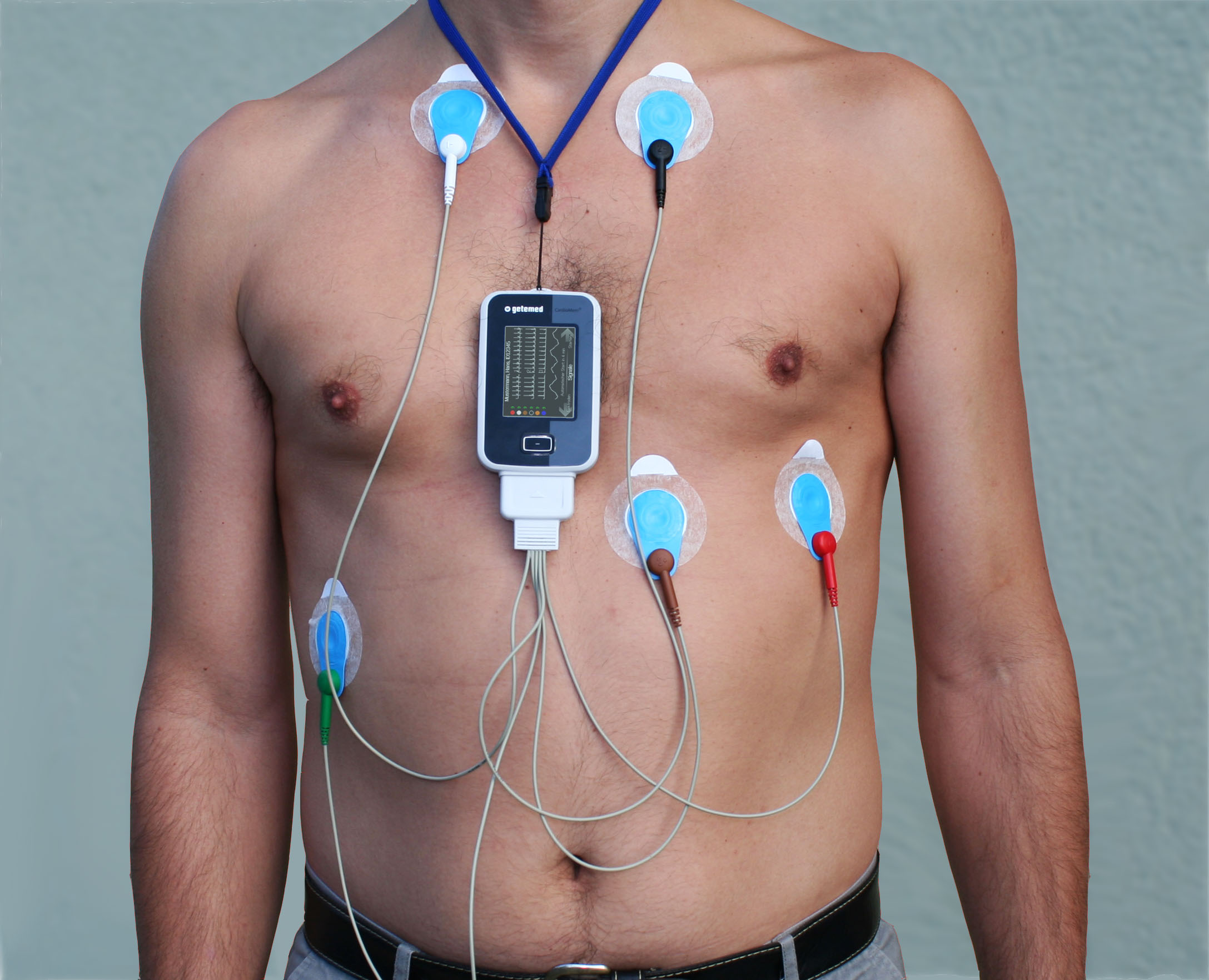
Pacjent z założonym holterem EKG

Monitorowanie EKG metodą Holtera (pot. holter) – metoda EKG umożliwiająca rejestrowanie pracy serca w sposób ciągły, przez 24 godziny na dobę w celu późniejszej, szczegółowej, często komputerowej analizy. Jego wynalazcą był amerykański biofizyk Norman Holter.
Ważnymi cechami urządzeń do monitorowania holterowskiego są niewielkie rozmiary rejestratora i możliwość przymocowania do ciała lub ubrania pacjenta w sposób niekrępujący ruchów. Umożliwia to normalną aktywność życiową ze sportem i snem włącznie. Nie wolno jednak wchodzić z holterem pod prysznic lub zanurzać się w wodzie.
Starsze urządzenia zapisywały dane na standardowej kasecie magnetofonowej C120 z bardzo małą prędkością (2 mm/s), nowsze korzystają z pamięci flash.